# 張孫繩
張孫繩（1541年—1610年），字公武，號約齋，廣西桂林府臨桂縣人，民籍，明朝政治人物。

## 生平
嘉靖三十七年（1558年）戊午科廣西鄉試第十五名舉人，隆慶二年（1568年）中式戊辰科會試第四十八名，三甲第二百五十三名進士。授廣信府推官，萬曆元年（1573年）十二月選授戶科給事中，三年七月升吏科右給事中，丁憂。五年五月補刑科右給事中，閏八月升禮科左給事中，六年二月升陝西副使，十二年十二月起補浙江副使，十四年正月升四川左參政，十六年十二月升浙江按察使，改山西按察使，十九年十二月升福建右布政使，轉雲南左布政使，二十一年十一月升應天府府尹。閱五載致仕，終養卒，年七十，贈正議大夫、工部右侍郎，賜祭葬，蔭一子。

## 家族
曾祖張玉；祖父張策，知縣 贈南京禮部郎中；父張言，尋甸府知府。母屠氏（封安人）。慈侍下。兄張孫振（貢士），弟張孫繼（號敬斋，舉人、寧國府同知）、張孫念（號弘斋，己卯舉人）。